# 트레스누라게스
트레스누라게스(Tresnuraghes)는 이탈리아 사르데냐 주 오리스타노도의 코무네로, 칼리아리에서 북서쪽으로 약 130 킬로미터 (81 mi), 오리스타노에서 북쪽으로 약 40 킬로미터 (25 mi) 떨어져 있다. 지명은 사르데냐어로 세 개의 누라게를 의미한다.

## 지리
트레스누라게스는 다음 코무네들과 경계를 이룬다: 쿨리에리, 플루시오, 마고마다스, 센나리올로.

## 축제
성 마르코 축일은 전통적인 사르데냐 축제로, 가장 중요한 축제이며 사회 공동체를 결속시키는 데 도움이 되는 과도한 소비의 시간이다. 이 주로 목축 공동체의 지역 양치기 가족들은 섭리에 대한 감사의 표시로 양을 바치고 요리를 감독한다. 다른 가족들은 추수감사절이나 원하는 호의를 위해 빵을 바친다. 주로 트레스누라게스 출신이지만 많은 외부인도 포함된 수백 명의 사람들이 함께 배불리 먹고 마신다.

## 인구 변화

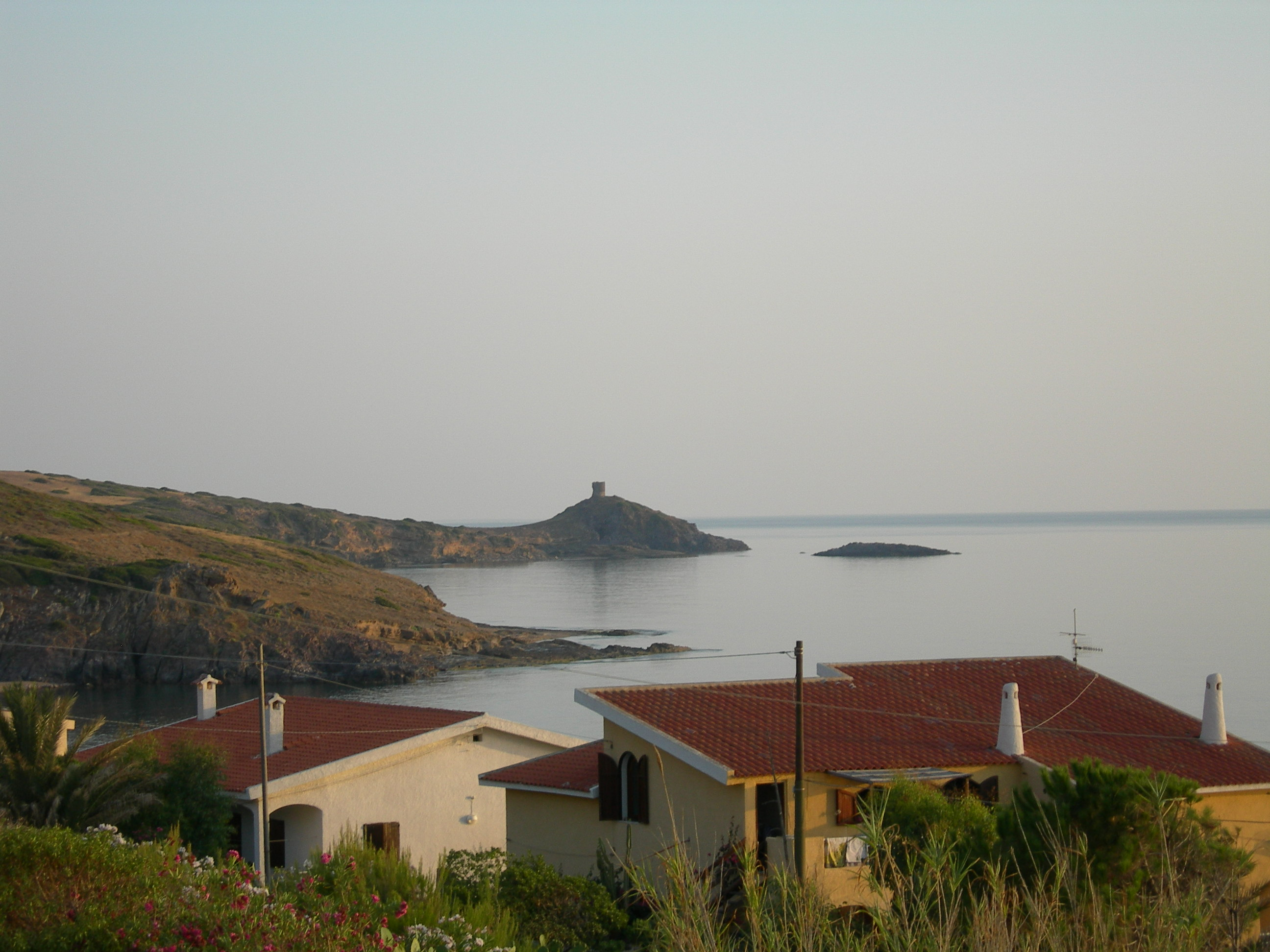
트레스누라게스 코무네의 로칼리타 중 하나인 포르토 알라베에서 본 콜룸바르기아 탑

아래 표 참조.